# Ауценський край
Ауце́нський кра́й (латис. Auces novads) — адміністративно-територіальна одиниця Латвійської Республіки. Розташований у південній частині країни, в історичному регіоні Семигалія. Адміністративний центр — Ауце (Ауц). Створений 2009 року. Площа — 517,8 км². Населення — 7345 осіб (2011). До складу краю входять 1 місто і 6 волостей.

## Адміністративний поділ
- Ауце, місто (латис. Auces pilsēta)
- Бенська волость (латис. Bēnes pagasts)
- Вецауцька волость (латис. Vecauces pagasts)
- Вітинська волость (латис. Vītiņu pagasts)
- Ільська волость (латис. Īles pagasts)
- Лієлауцька волость (латис. Lielauces pagasts)
- Укрська волость (латис. Ukru pagasts)

## Населення
Національний склад краю за результатами перепису населення Латвії 2011 року.
| Національність | К-сть | % |
| -------------- | ----- | - |